# Котелов, Иван Петрович
Ива́н Петро́вич Котело́в (1820-е — после 1890) — архитектор, академик Императорской Академии художеств.

## Биография

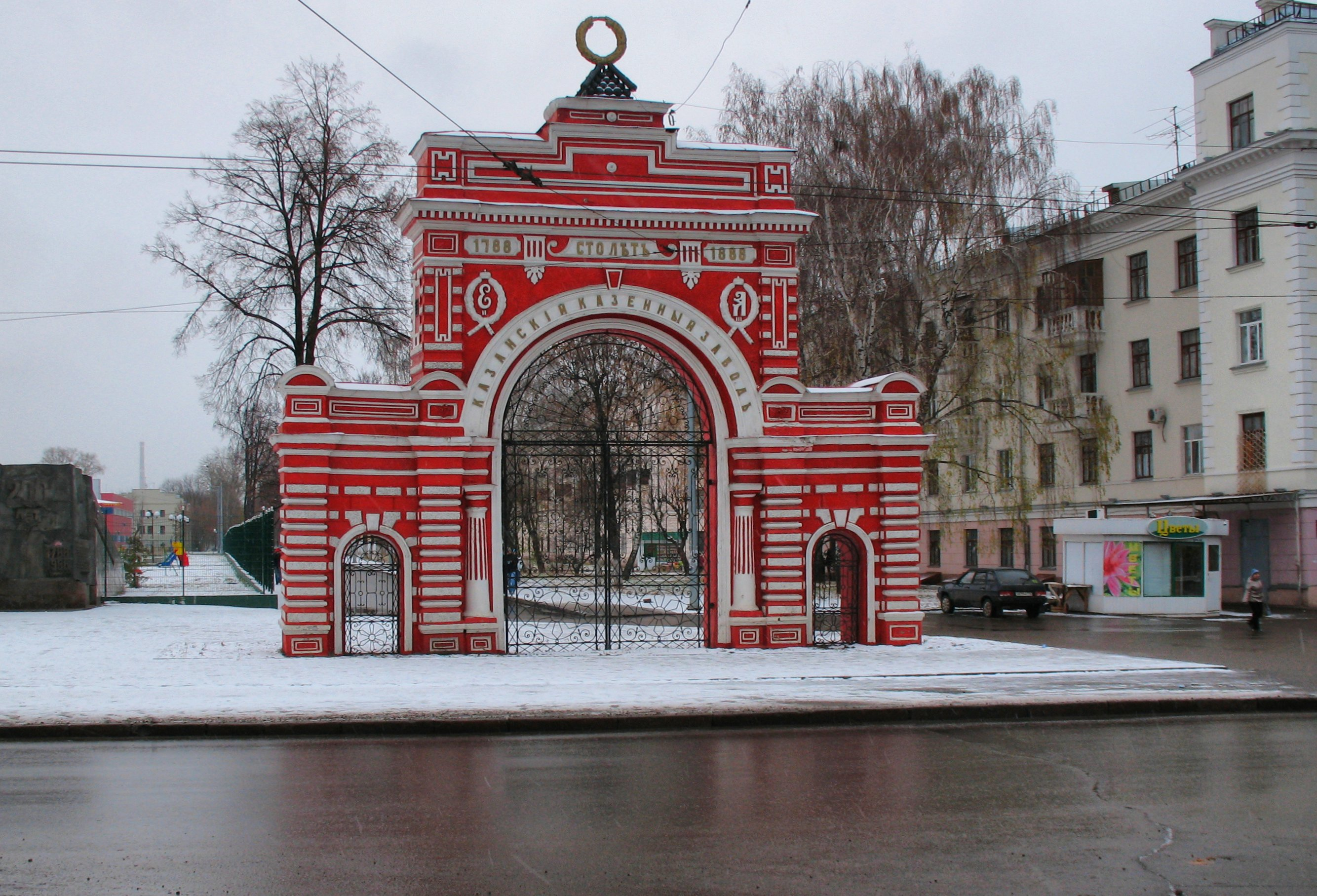
Красные ворота в Казани (1888)

Родился в семье Петра Ивановича и Надежды Осиповны Котеловых. Вольноприходящий учащийся Императорской Академии художеств (1845—1852). Получил звание неклассного художника (1852). Был признан «назначенным в академики» (1855). В том же году был избран в академики (1855) за программу «Проект театра доля столицы».
Был женат на дочери почётного гражданина Марии Константиновне Золтарёвой. Коллежский советник, архитектор Казанского порохового завода. Проживал в Казани, где владел деревянным домом с каменным полуэтажом.
Кавалер орденов Святого Станислава III и II степеней, Святой Анны III и II степеней, Святого Владимира IV степени.
В Казани к 100-летию Казанского порохового завода по проекту Котелова была сооружена Юбилейная арка (Красные ворота) (1888).